# 世界第一等 (歌曲)
《世界第一等》是香港歌手刘德华演唱的一首闽南语歌曲，收录于1997年12月发行的国语专辑《爱在刻骨铭心时》里。伍佰作曲，李安修、陈富荣作词。它是1997年刘德华和梁家辉主演的香港电影《黑金》的主题曲。作为刘德华演唱的唯一一首闽南语经典歌曲，刘德华在1999年香港演唱会上的演唱版本由于演唱会影碟的流行而为人熟知，它是刘德华到台湾和福建开演唱会的必唱曲目。
伍佰作为作曲人也有个人的演唱版本。